# Ornithology
Ornithology ist eine Komposition von Little Benny Harris und Charlie Parker aus dem Jahr  1946, die sich  zum Jazzstandard entwickelte. Zunächst war der Song eine Instrumentalnummer; seit 1953 existiert ein Text, der durch Babs Gonzales bekannt wurde.

## Komposition
Das Stück basiert wie andere Bebop heads auf den Harmonien eines Standards, hier auf How High the Moon: Bei einem Solo, das Benny Harris 1945 zu einer von Don Byas eingespielten Version dieses Titels spielte, erklang ein Großteil der Melodie von Ornithology; die ersten elf Töne stammen jedoch von Charlie Parker und erklangen erstmals in einem Solo, das Parker 1942 bei Jay McShanns Komposition The Jumpin’ Blues improvisierte. Die 32-taktige Komposition ist in der Liedform AA' gehalten.

## Der Weg zum Jazzstandard
Ornithology gehört zum klassischen Repertoire des Bebop; es wurde allein von Parker zwischen 1946 und 1954 über vierzehnmal aufgenommen.
Ornithology wurde von so unterschiedlichen Musikern wie Anthony Braxton, Sheila Jordan, Biréli Lagrène, Red Mitchell, Gerry Mulligan, Oscar Peterson, Dave Pike, Bud Powell, Tony Scott, Archie Shepp, Sonny Stitt und George Wallington eingespielt. Es entstanden sogar Aufnahmen mit drei Saxophonen (Tenor Conclave, 1992) und mit einem Streichquartett (Modern String Quartet, 1986).